# Лабро
Ла̀бро (на италиански: Labro) е село и община в Централна Италия, провинция Риети, регион Лацио. Разположено е на 628 m надморска височина. Населението на общината е 360 души (към 2010 г.).